# Rhagium bifasciatum
Перев'язник чересовий (лат. Rhagium bifasciatum Fabricius, 1775) — вид жуків з родини Скрипунових.

## Поширення
В Україні Перев'язник чересовий дуже зрідка трапляється у Вулканічних Карпатах.